# 兵庫県道296号中安田市原線
兵庫県道296号中安田市原線（ひょうごけんどう296ごう なかやすだいちはらせん）は、兵庫県多可郡多可町から西脇市に至る一般県道である。

## 概要
多可郡多可町中区中安田から西脇市市原町に至る。西脇市羽安町（羽安町交差点） - 西脇市市原町（市原東交差点）間の日野北バイパス（現在はバイパスのみ県道に指定）は旧JR西日本鍛冶屋線の廃線跡である。

### 路線データ
- 起点：多可郡多可町中区中安田（中安田交差点、兵庫県道139号山南多可線交点）
- 終点：西脇市市原町（市原東交差点、国道427号交点、[[]]起点）
- 総延長：4.925 km

## 路線状況

### 道路施設

#### 橋梁
- 羽山橋（杉原川、多可郡多可町 - 西脇市）

## 地理

### 通過する自治体
- 多可郡多可町
- 西脇市

### 交差する道路
| 交差する道路                            | 市町村名 | 市町村名 | 交差する場所 | 交差する場所        |
| --------------------------------------- | -------- | -------- | ------------ | ------------------- |
| 兵庫県道139号山南多可線                 | 多可郡   | 多可町   | 中区中安田   | 中安田交差点 / 起点 |
| 国道427号 兵庫県道144号西脇口吉川神戸線 | 西脇市   | 西脇市   | 市原町       | 市原東交差点 / 終点 |

### 沿線
- 杉原川
- 西脇市立日野小学校（終点付近）